# Arcanna
Arcanna il cui nome completo è Arcanna Jones, è il personaggio dei fumetti creato da J.M. DeMatteis (testi) e Don Perlin (disegni), pubblicata dalla Marvel Comics. La prima debuttò come membro del gruppo di supereroi chiamati lo Squadrone Supremo in The Defenders (Vol. 1) 112 (ottobre 1982). L'altra prima apparve in Supreme Power n. 18 (aprile 2005), creato da J. Michael Straczynski (testi) e Gary Frank (disegni).
In seguito si unì a una squadra di supereroi anch'essa chiamata Squadrone Supremo. Entrambe non appartengono alla realtà principale (Terra 616) dove si svolgono la maggior parte delle storie dell'universo Marvel.

## Biografie dei personaggi

### Squadrone Supremo (Terra 712)
L'origine delle abilità magiche di Arcanna è ancora sconosciuta. Arcanna inizialmente lavorò come medium prima di diventare una combattente del crimine professionista che catturava criminali in cambio di soldi. Phillip Jones era suo marito e restava a casa a crescere i loro figli Drusilla, Katrina e Andrew. Successivamente Arcanna accettò l'offerta di entrare a far parte dello Squadrone Supremo, rendendola il loro quinto acquisto.
A un certo punto Arcanna scoprì di essere incinta e temendo che gli altri membri della squadra potessero metterla in secondo piano, non disse nulla. Lei e la sua famiglia si trasferirono a Squadron City, il nuovo quartier generale dello Squadrone. Ebbe le doglie durante la battaglia contro Nottolone e i suoi Redeemers. Alla fine diede luce a Benjamin Thomas Jones.
Durante la storia “Squadrone Supremo: Morte di un Universo”, Arcanna si scambiò di posto con Moonglow per poter andare in missione contro l'Nth Man, una battaglia a cui era stato proibito che lei partecipasse. I poteri latenti di suo figlio Benjamin si manifestarono ed egli riuscì a salvare i membri sopravvissuti scambiandosi di posto con l'Uomo Ennesimo. La squadra venne esiliata su Terra 616 in seguito a questi eventi, e Arcanna incontro Quasar e i Vendicatori.
In “Squadrone Supremo: Nuovo Ordine Mondiale”, Arcanna ritornò a casa dalla sua famiglia e la informò del sacrificio di Benjamin. L'Uomo Ennesimo la informò che lo Squadrone Supremo sarebbe andato avanti senza di lei, così Arcanna decise di terminare la sua carriera di eroina.

### Squadrone Supremo (Terra 31916)
Arcanna Jones fu introdotta come una scienziata autrice del libro “Fisica quantica: la Nuova Realtà”. Ha l'abilità di percepire e influenzare le dimensioni quantiche parallele. È praticamente ciò che i fisici chiamerebbero “l'osservatore definitivo”, poiché può vedere tutte le possibilità quantiche e scegliere quella che potrebbe diventare realtà. Per spiegare questo, Arcanna cita il paradosso del gatto di Schrodinger, sostenendo che se un gatto dentro una scatola ha il 50% di probabilità di essere ucciso, non è né morto né vivo (o sia morto che vivo) finché la scatola non è aperta e si osserva il suo contenuto. Arcanna contattò il generale Richard Alexander nella speranza di trovare la fonte del suo potere per poterla eliminare. Arcanna assieme al Dottor Emil Burbank, Raleigh Lund e Al Gaines devono catturare o distruggere Hyperion. Durante lo scontro, i raggi ottici di Hyperion, le radiazioni emesse da Nuke, e le alterazioni quantiche della stessa Arcanna creano un inspiegabile gap nella realtà. Tutti e cinque all'inizio pensano di essere in una realtà alternativa, ma in seguito scoprono di essere finiti nel futuro.
Arcanna doveva far parte di una squadra per operazioni segrete in origine, ma entrò a far parte dello Squadrone Supremo dopo che Hyperion informò il reporter Jason Scott dell'esistenza del progetto e gli fornì una lista con i nomi dei super-umani che lavorano per il governo.

## Poteri e abilità
Arcanna originale può creare diversi incantesimi, in particolare illusioni, e manipolare sostanze naturali. Inoltre ha la capacità di manipolare le forze magiche per controllare le sostanze naturali, in particolare il vento, il legno e l'acqua. Può creare illusioni e lanciare fulmini fatti di forza magica. Può volare grazie al controllo sui vento e sul proprio peso. Infine possiede dei sensi mistici. La sua magia ha effetto solo sulle sostanze naturali. È anche un abile combattente corpo a corpo, avendo ricevuto un addestramento da Nottolone (Nighthawk) e Power Princess.
La seconda Arcanna ha dei poteri simili a quelli di Scarlet, e può manipolare la realtà causando cambiamenti a livello quantico che manifestano diversi effetti a livello macroscopico. Come dimostrato, lei può letteralmente alterare la realtà mischiandola o dividendola con un'altra realtà. Il livello di potere di questa sua capacità è sconosciuto, sebbene lei abbia dimostrato di poter creare una piccola montagna prendendone diverse parti in altrettante realtà differenti.